# Кайру (підводний човен)
| Кайру                          | Кайру                  | Кайру                  |
| ------------------------------ | ---------------------- | ---------------------- |
| 海龍                           |                        |                        |
|                                |                        |                        |
| Надмалий підводний човен Кайру |                        |                        |
| Під прапором                   | Імперський флот Японії | Імперський флот Японії |
| Спуск на воду                  | 1945                   | 1945                   |
| Виведений зі складу флоту      | 1945                   | 1945                   |
| Проєкт                         |                        |                        |
| Основні характеристики         |                        |                        |
| Швидкість (надводна)           | 7,5 вузлів             | 7,5 вузлів             |
| Швидкість (підводна)           | 10 вузлів              | 10 вузлів              |
| Робоча глибина занурення       | 100 м                  | 100 м                  |
| Гранична глибина занурення     | 145 м                  | 145 м                  |
| Автономність плавання          | 450 м миль             | 450 м миль             |
| Екіпаж                         | 2                      | 2                      |
| Розміри                        |                        |                        |
| Довжина найбільша (по КВЛ)     | 17,28 м                | 17,28 м                |
| Ширина корпусу найб.           | 1,45 м                 | 1,45 м                 |
| Середня осадка (по КВЛ)        | макс. 1,3 м            | макс. 1,3 м            |
| Озброєння                      |                        |                        |
| Торпедно- мінне озброєння      | 2×450 мм               | 2×450 мм               |

Кайру (Морський дракон) — надмалі підводні човни Імперського флоту Японії на завершальному етапі війни на Тихому океані.

## Історія

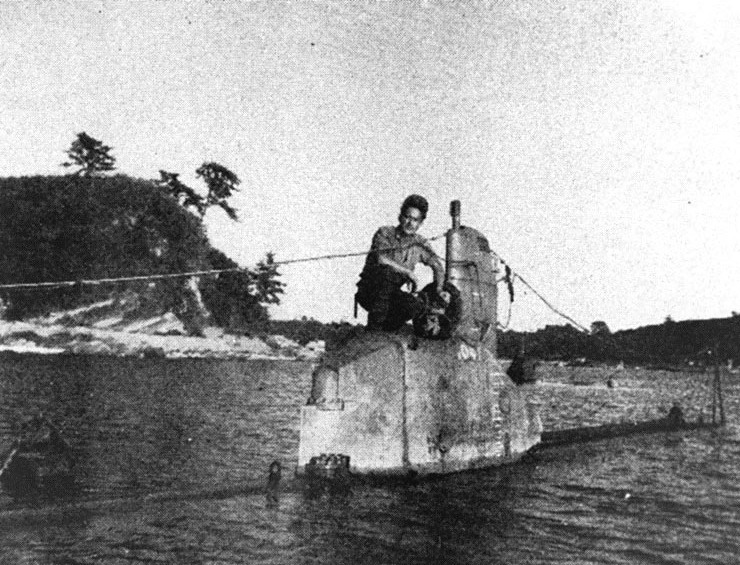
Кайру, 1945 рік

Розробку надмалих підводних човнів у Імперському флоті Японії розпочали 1943 р. Виготовлення надмалих підводних човнів Кайру розпочалось у лютому 1945 на той момент усі корабельні Японії були задіяні у їхньому виробництві, призупинивши усі інші замовлення. На їхнє виготовлення призначили весь метал з будівництва есмінців супроводу. Їхнє виготовлення планували здійснити у три етапи. До вересня 1945 зібрати 760 човнів. Після масованих бомбардувань на кінець війни зібрали лише 213 човнів, Ще 201 човен знаходився у мокрому доці на завершальному етапі виробництва. Невідомо на скількох човнах до кінця війни встигли встановити заряд у 585—600 кг вибухівки. Невідомо чи вони здійснили бойові виходи, а дані про враження ними кораблів відсутні.

### Корабельні

Схема надмалого підводного човна Кайру

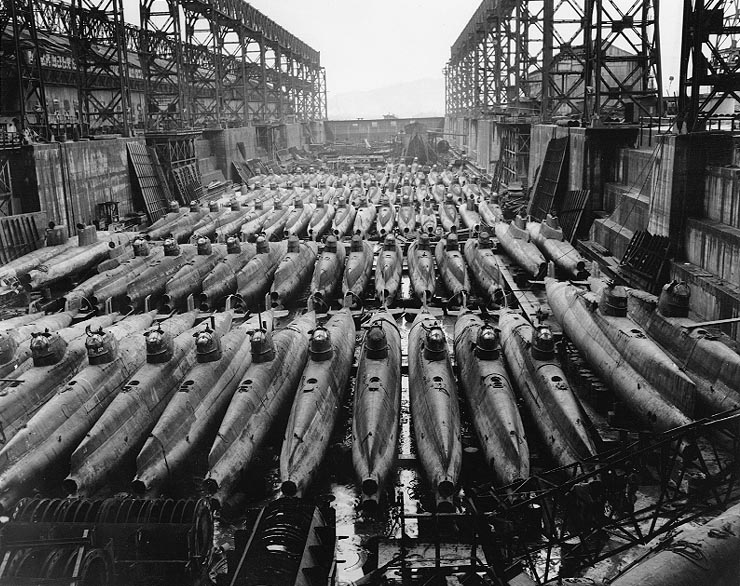
Недобудовані надмалі підводні човни. Жовтень 1945

На час завершення війни у проєкті брали участь корабельні:
- Yokosuka: 30 у процесі виготовлення, 207 завершено
- Hitachi, Kassado Iron Works: 2 у п. в., 6 завершено
- Mitsubishi. Yokohama: 35 у п. в.
- Kawaminami. Uranosaki: 10 у п. в.
- Uraga Sb: 50 у п. в.
- Hitachi, Sakurajima: 4 у п. в.
- Osaka Sb Co: 4 у п. в.
- Hitadi Innoshima, Habu: 5 у п. в.
- Hayashikane, Shimonoseki: 10 у п. в.
- Hakodate Docks: 41 у п. в.
- Fujinagata: 10 у п. в.

### Конструкція
Корпус човна переважно мав зварну конструкцію із застосуванням заклепок. Підводний човен був озброєний двома 450 мм торпедами з 600 кг вибухівки. Після їхнього використання він міг сам іти на таран, використовуючи свої 600 кг вибухівки у носовій частині, хоча міг плавати і без неї. Робоча глибина занурення 100 м визначалась витривалістю торпед, тому після їхнього запуску човен міг занурюватись на 45 м глибше.